# プリシージャ・リベラ
プリシージャ・アルタガルシア・リベラ・ブレンズ（Prisilla Altagracia Rivera Brens、女性、1984年12月29日 - ）は、ドミニカ共和国のバレーボール選手。サントドミンゴ出身。ドミニカ共和国代表。

## 来歴
サントドミンゴ出身。2003年にドミニカ共和国代表に初選出される。同年11月のワールドカップ、2004年のアテネ五輪に出場した。
その後は中心選手として活躍し、2006年の世界選手権、2007年のワールドカップ、2008年の北京オリンピック世界最終予選などに出場した。
2009年の北中米選手権では初優勝へ導き、自身もMVPに輝いた。同年11月のワールドグランドチャンピオンズカップで初出場ながら銅メダルを獲得した。
2012年、ロンドンオリンピックに出場し、エースのデラクルスとともにチームを牽引した。2014年の世界選手権で5位入賞を果たした。2015年ワールドカップから代表チームの主将を務めている。2021年開催の東京オリンピックに出場。開会式ではドミニカ共和国選手団の旗手を務めた。

## 球歴
- オリンピック - 2004年、2012年、2021年
- 世界選手権 - 2006年、2010年、2014年、2018年
- ワールドカップ - 2003年、2007年、2011年、2015年、2019年
- グラチャン - 2009年、2013年
- 北中米選手権 - 2003年、2005年、2007年、2009年、2011年、2013年、2015年、2017年、2019年

## 受賞歴
- 2009年 北中米選手権 MVP
- 2010年 パンアメリカンカップ MVP
- 2011年 パンアメリカンカップ ベストスパイカー賞

## 所属クラブ
- San Pedro （1998-2001年）
- Mirador （2001-2004年）
- Los Prados （2005年）
- CAVムルシア2005 （2006-2010年）
- Mets de Guaynabo （2011年）
- イトゥサチ・バクー （2012年）
- Pinkin de Corozal （2013年）
- ロコモティフ・バクー（2013-2014年）
- Bursa Büyükşehir Belediyespor（2014-2015年）
- Neruda Bolzano（2015-2016年）
- Sesi VB（2016-2017年）
- サリエル・ベレディイェスポル（2017-2018年）
- Caribeñas VC（2018-2019年）
- UTE Budapest（2019-2020年）
- San Pedro（2020-2021年）
- Cristo Rey VC（2021-2022年）
- Jakarta Pertamina Fastron（2021-2022年）
- Akari Power Chargers（2022-2023年）